# Ава III
Мар Ава III (араб. مار آوا الثالث‎, сир. ܡܪܝ ܐܒܐ ܪܒܐܝܠ, англ. Mar Awa III, в миру Дэвид Маран Ройел, англ. David Maran Royel; 4 июля 1975, Чикаго) — Епископ Ассирийской церкви Востока, с 13 сентября 2021 года — её предстоятель в сане Католикоса-Патриарха.

## Биография
Родился 4 июля 1975 года в Чикаго в семье ассирийских эмигрантов.
В 1992 году рукоположен во диакона Католикосом-Патриархом Мар Дынхой IV.
В 1997 году получил степень бакалавра искусств в Университете Игнатия Лойолы в Чикаго, в 1999 году — бакалавра теологии в университете Святой Марии в Манделине (США).
В 2001 году получил лиценциат в Папском институте Восточных Церквей в Риме, в 2007-м защитил там же докторскую диссертацию.
15 июля 2006 года был рукоположен в сан хорепископа (соответствует сану протоиерея в Русской православной церкви) Мар Дынхой IV в соборе Мар Гевагиса в Чикаго, штат Иллинойс, а 23 ноября 2008 года в сан архидиакона (соответствует сану протопресвитера) Мар Дынхой IV в церкви Мар Йосип Хнанишо в Сан-Хосе, штат Калифорния.
30 ноября 2008 года Дэвид Ройел был возведен в сан епископа, приняв имя Мар Ава Ройел (по-ассирийски Ава означает отец). Он стал первым епископом Ассирийской церкви Востока американского происхождения. Мар Ава был вновь освящен патриархом Мар Дынхой IV, которому сослужили Мар Саргис Юсип, епископ Ирака, Мар Априм Хамис, епископ Западной части Соединённых Штатов, и Мар Одишо Орахам, епископ Европы. Церемония рукоположения состоялась в церкви Святой Зайи в Модесто, Калифорния, в ней приняли участие более 2500 членов Ассирийской церкви Востока, и транслировалась по Ассирийскому национальному телевидению.
С 2015 года являлся секретарем Синода, а также председателем Комиссии по межцерковным связям и развитию образования Ассирийской Церкви Востока, с 2016 года — сопредседателем Комиссии по диалогу между Русской православной церковью и Ассирийской церковью востока.
8 сентября 2021 года в резиденции Католикосов-Патриархов Ассирийских в Эрбиле (Курдский автономный район, Ирак) на специальном заседании Синода его секретарь, епископ Калифорнийский Мар Ава Ройел избран новым, 122-м Предстоятелем Ассирийской Церкви Востока.
13 сентября 2021 года в кафедральном соборе святого Иоанна Предтечи в Анкаве, христианском пригороде иракского города Эрбиль, состоялся чин интронизации Католикоса-Патриарха Ассирийской Церкви Востока Мар Авы III. Чин интронизации был совершен епархиальными архиереями Ассирийской Церкви Востока.

## Награды
- Орден Дружбы (22 ноября 2023 года, Россия) — за большой вклад в сохранение и развитие духовных и культурных традиций, укрепление мира и согласия между народами[5].